# Veauville-lès-Quelles
Veauville-lès-Quelles ist eine französische Gemeinde mit 125 Einwohnern (Stand 1. Januar 2022) im Département Seine-Maritime in der Region Normandie. Sie gehört zum Arrondissement Dieppe und zum Kanton Saint-Valery-en-Caux (bis 2015: Kanton Ourville-en-Caux).

## Geographie
Die Gemeinde liegt rund 40 Kilometer nordwestlich von Rouen und 50 Kilometer nordöstlich von Le Havre. Nachbargemeinden sind:
- Saint-Vaast-Dieppedalle Im Norden und Osten,
- Routes im Südosten,
- Carville-Pot-de-Fer im Süden,
- Oherville im Südwesten und
- Bosville im Westen.

## Bevölkerungsentwicklung
| Jahr      | 1962 | 1968 | 1975 | 1982 | 1990 | 1999 | 2006 | 2013 |
| Einwohner | 130  | 148  | 99   | 98   | 86   | 102  | 108  | 114  |

## Sehenswürdigkeiten
- Kirche "Notre-Dame" mit Portal aus dem 17. Jahrhundert